# Pokorny (Adelsgeschlechter)
Pokorny ist der Name mehrerer im 19. Jahrhundert österreichisch nobilitierter Geschlechter aus dem Raum des Königreichs Böhmen, welche neben den Prädikatsnamen von Fürstenschild, von Kornberg und von Wienfried an den hierarchischen Adelstiteln Freiherr, Ritter und Edler zu unterscheiden waren. Die österreichischen Familien tragen seit dem Adelsaufhebungsgesetz von 1919 ihren Familiennamen ohne von, bei Zusammensetzungen mit Bindestrich.

## Personen
Die einzelnen Geschlechter brachten mehrere hochrangige Militärs hervor:
- Alois Pokorny von Fürstenschild (1811–1876), k.k. Feldzeugmeister
- Alois Ritter von Pokorny (1826–1898), k.k. Vizeadmiral
- Franz Pokorny Edler von Wienfried (1850–1925), k.k. Titular-Generalmajor
- Hermann Edler von Pokorny, k.k. General der Kavallerie
- Karl Edler von Pokorny (1841–1904), k.k. Feldmarschalleutnant
- Viktor Ritter von Pokorny (1843–1908), k.k. Feldmarschalleutnant

## Mailath-Pokorny
Die Familie Mailath-Pokorny ist nicht mit den genannten drei Geschlechtern verwandt. Vielmehr handelt es sich um die Nachkommen der ehemals gräflichen österreich-ungarischen Familie Mailáth/Majláth. Diese Familie ist ab dem 17. Jahrhundert in den Komitaten Bars und Hont belegt und stammt vom Landrichter Miklós Mailáth Székhelyi ab. Joseph Graf Mailáth von Székhely (1737–1810) war főispán von Borsod und Pest und alispán von Hont; sein Sohn Johann Mailáth war Historiker und Schriftsteller.
1932 heiratete Ili Mailath de Szekely Hans Pokorny, der anschließend von seinen Schwiegereltern adoptiert wurde. Hans Mailath-Pokorny war nach 1945 Verwalter des Palastes Hohenems im Besitz der Familie Waldburg-Zeil-Hohenems,  und 1964 auch Autor des Buches Briefe an meine Söhne: ein ewig gültiger Schriftwechsel für Jugend und Eltern auch unserer Zeit.
Enkel aus der Verbindung von Hans und Ili Mailath-Pokorny sind
- Andreas Mailath-Pokorny  (* 1959), österreichischer Politiker (SPÖ) und in Wien amtsführender Stadtrat für Kultur und Wissenschaft a. D. (bis 2018), verheiratet mit Sonja Kato-Mailath-Pokorny (* 1972), Abgeordnete zum Wiener Landtag a. D. (2001–2010);
- Georg Mailath-Pokorny, Professor an der Universität Wien für orale Chirurgie und Implantologie, Präsident der Österreichischen Gesellschaft für Orale Chirurgie und Implantologie.[9]